# ویکی‌لاک
ویکی‌لاک (به انگلیسی: Wikiloc) وبگاهی است که از سال ۲۰۰۵ راه‌اندازی شده‌است و کاربران می‌توانند در آن مسیرهایی که طی شده و با استفاده از جی‌پی‌اس ضبط شده‌است را به اشتراک بگذارند تا دیگران به‌طور رایگان از آن استفاده کنند. از نسخهٔ موبایل این نرم‌افزار می‌توان در کوهنوردی برای یافتن مسیرهای صعود و دوری کردن از خطرات استفاده کرد. کاربران می‌توانند عکس‌های موقعیت‌های مکانی مختلف از جمله پناهگاه‌ها، چشمه‌ها، پاکوب‌ها و قله‌ها را که موقعیت مکانی آنها ذکر شده‌است، ببینند.
این نرم‌افزار علاوه بر کوهنوردی، در دوچرخه‌سواری، پیاده‌روی، اسب‌سواری، رانندگی و پاراگلایدینگ هم کاربرد دارد.

## جوایز دریافت شده
- برنده جایزه ژئوتوریزم انجمن نشنال جئوگرافیک در سال ۲۰۰۹[۱][۲][۳][۴][۵]
- برنده مسابقه گوگل مپس در سال ۲۰۰۶[۶]
- برنده جایزه خلاقیت Spanish Geographic Society در سال ۲۰۱۳[۷][۸][۹][۱۰]